# Pyrrhoneura macula
Pyrrhoneura macula är en insektsart som beskrevs av Melichar 1914. Pyrrhoneura macula ingår i släktet Pyrrhoneura och familjen Derbidae. Inga underarter finns listade i Catalogue of Life.